# Meravis Wohnungsbau und Immobilien
Die meravis Wohnungsbau und Immobilien GmbH ist eine auf Wohnungswirtschaft und Gewerbeimmobilien spezialisierte Holding, deren Einzelunternehmen unter der Dachmarke meravis Immobiliengruppe jeweils als GmbH firmieren. Die Unternehmensgruppe, deren Kurzname meravis sich zusammensetzt aus den drei Kernausrichtungen Mensch, Raum und Vision, war als Dienstleister von Anfang an einem vor allem „sozialen Auftrag“ verpflichtet. Alleiniger Gesellschafter ist der Sozialverband Deutschland (SoVD).

## Geschichte

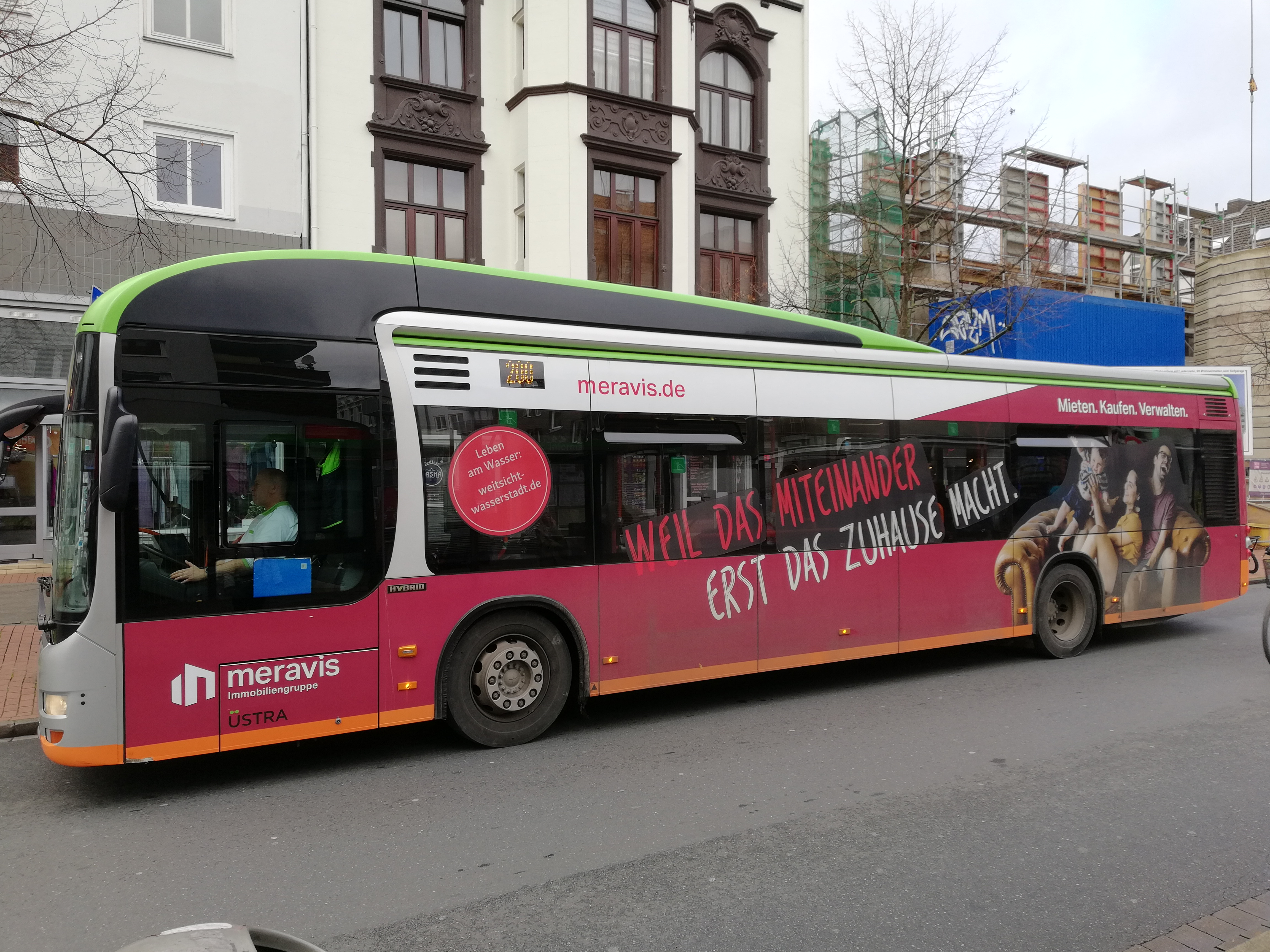
Werbung in der Unternehmens-Grundfarbe auf einem Elektrobus der Üstra

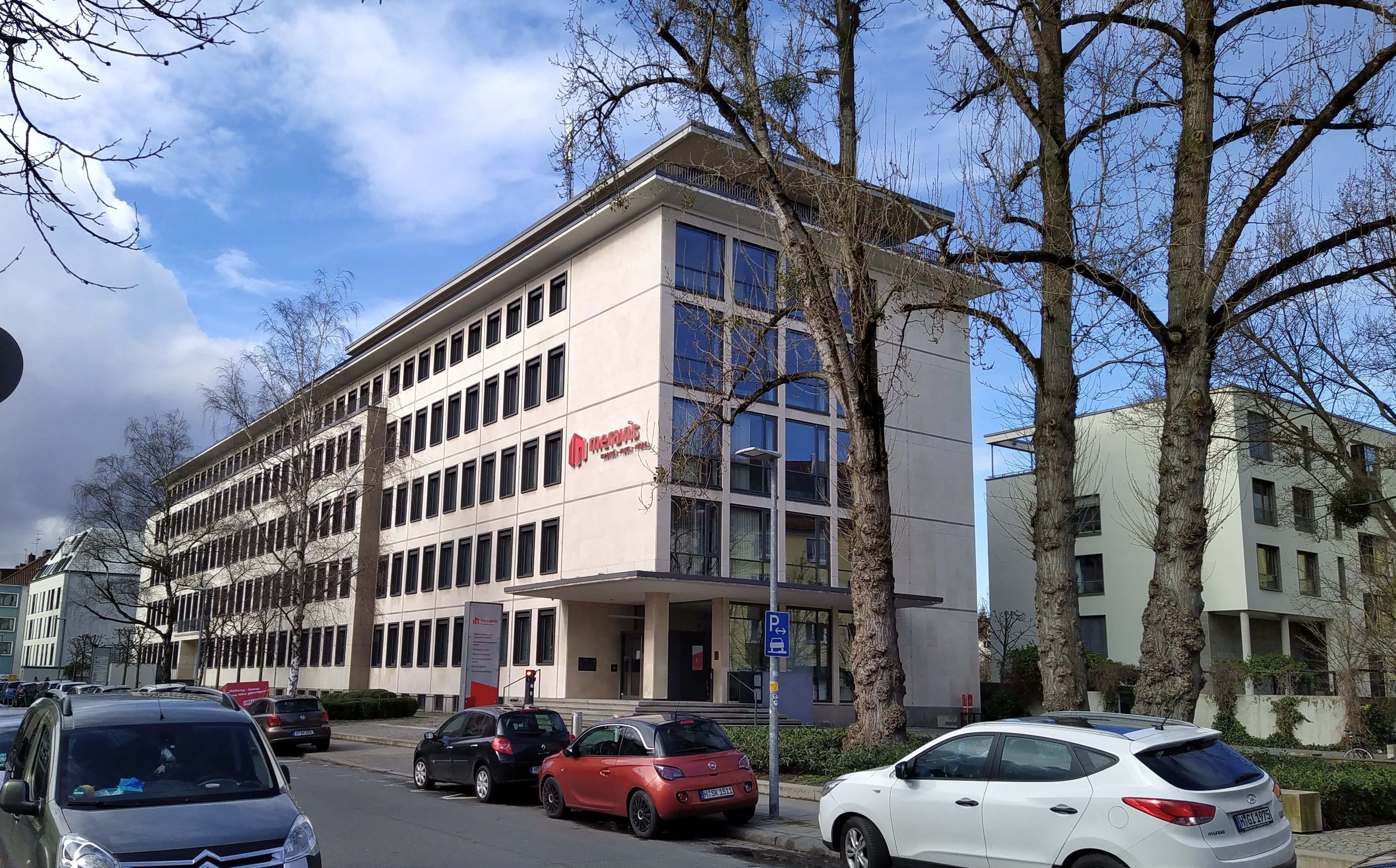
Hauptsitz der Meravis in der hannoverschen Krausenstraße

Die heutige Unternehmensgruppe wurde 1949 ursprünglich unter dem Kurznamen Reichsbund-Wohnungsbau in Hamburg gegründet, genauer als „Gemeinnützige Reichsbund Wohnungsbau und Siedlungsbau mbH“ beziehungsweise „Gemeinnützige Reichsbund Wohnungsbau und Siedlungsgesellschaft GmbH“. Ziel war einerseits die Linderung der Wohnungsnot in der Nachkriegszeit, andererseits die finanzielle Absicherung des Sozialverbands Deutschland (SoVD) aus den Erträgen des Reichsbunds.
1963 wurde die Hauptverwaltung reorganisiert und der Sitz des Unternehmens in die niedersächsische Landeshauptstadt verlegt. 1990 wurde der gemeinnützige Status des Immobilienentwicklers in Reichsbund Wohnungsbau GmbH geändert.
Nachdem 2006 die Reichsbund Stiftung aus dem Unternehmen heraus gegründet worden war, wurde 2008 die Gesellschaft unter ihrem heutigen Namen umfirmiert. Im selben Jahr bezog die meravis Wohnungsbau- und Immobilien GmbH ihren neuen Firmensitz in der Krausenstraße in der Südstadt von Hannover. Nachdem meravis 2009 die Deutsche Angestellten Wohnungsbau Aktiengesellschaft (DAWAG) mit rund 6.000 Wohnungen in Hamburg erworben hatte, übernahm sie im Folgejahr 2010 zudem die hannoversche Verwaltungsunion Nachfolge GmbH.
2012 wurde eine neue Hamburger Niederlassung in der dortigen Katharinenstraße bezogen. 2015 wurde das gesamte Unternehmen als Holding mit verschiedenen Tochtergesellschaften neu strukturiert. Die arbeitsteilige Neuausrichtung kommunizierte die Unternehmensgruppe ab 2018 unter der Dachmarke meravis Immobiliengruppe. Ebenfalls 2018 wurde die Tochtergesellschaft Spiro.Bo für digitale Dienstleistungen gegründet.

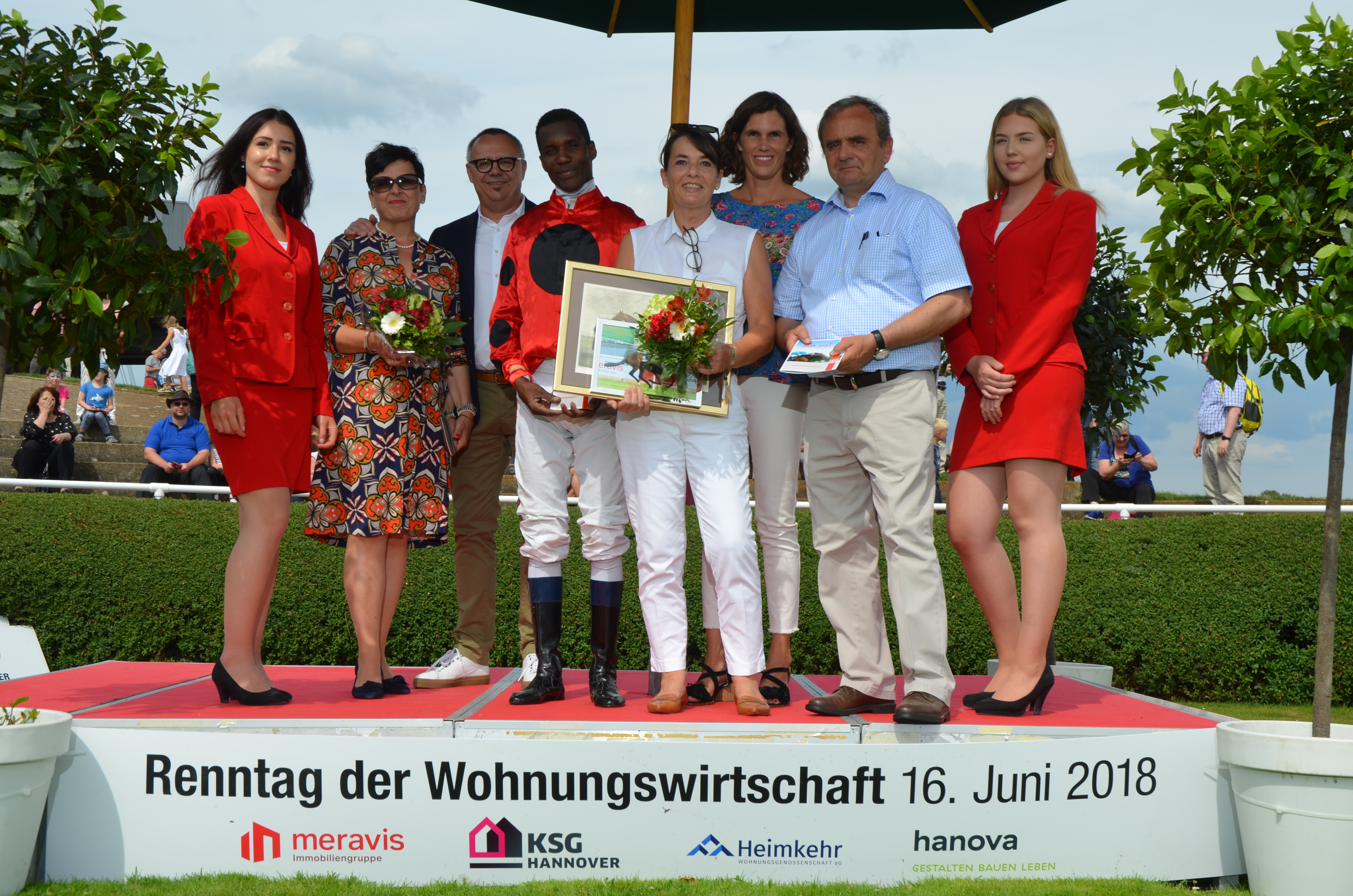
Am „Renntag der Wohnungswirtschaft“ 2016 trat Meravis als eine der Sponsorinnen des Pferderennens auf der Neuen Bult in Langenhagen auf

Meravis war Ende des Jahres 2021 mit ihrem Wohnungsbestand in und um die Stadt Hamburg engagiert sowie in Stadt und Region Hannover, aber auch in anderen Städten Niedersachsens und Nordrhein-Westfalen, dort insbesondere in Düsseldorf. Im selben Zeitraum vermietete das Unternehmen zu einem durchschnittlichen Preis von 6,96 Euro pro m².

## Tochtergesellschaften und Unternehmensausrichtungen
Die Tochterunternehmen von meravis verteilen sich auf verschiedene Aufgabenschwerpunkte wie die Verwaltung von Miethäusern und ganzen Wohnanlagen, An- und Verkauf von Immobilien, Projektentwicklung und Verkauf von Neubauobjekten sowie das „Asset-Management“ im Sinne der Anlagenwirtschaft. Zur Spezialisierung auf diese Aufgaben gründete die Muttergesellschaft meravis die Tochterunternehmen
1. meravis Bauträger GmbH
2. meravis Immobilienmanagement GmbH
3. meravis Bauservice GmbH
4. meravis Gewerbeimmobilien GmbH
5. meravis Beteiligungs GmbH
6. meravis Wohnungsbau- und Immobilien GmbH & Co. KG
7. meravis Geschäftsführungs GmbH[6]

## Mitgliedschaften
Meravis ist Mitglied im Verband norddeutscher Wohnungsunternehmen e.V. (vnw) sowie im Verband der Wohnungs- und Immobilienwirtschaft in Niedersachsen und Bremen e.V.

## Schriften
Als Mieter- oder Kundenmagazin publiziert das Unternehmen das meravis miteinander, das auch online eingesehen werden kann.